# Jehor Dementjew
Jehor Wiktorowytsch Dementjew, auch Igor Dementev, (ukrainisch Єгор Вікторович Дементьев; * 12. März 1987 in Krementschuk) ist ein ukrainischer Straßenradrennfahrer, der auch im Paracycling startet.

## Karriere
Jehor Dementew begann seine Karriere 2009 bei dem ukrainischen Continental Team ISD-Sport-Donetsk. In seinem ersten Profi-Jahr  belegte er beim Tallinn-Tartu Grand Prix den sechsten Platz und er gewann zusammen mit seinem Teamkollegen Jurij Agarkow den Prolog bei dem Etappenrennen Polska-Ukraina. Bei der ukrainischen Meisterschaft gewann Dementew das Straßenrennen der U23-Klasse. Er startete auch bei der U23-Europameisterschaft in Belgien, wo er den 36. Platz im Straßenrennen belegte.
Dementew ist seit seiner Geburt körperbehindert. Zudem wurde er im Mai 2011 von einem Auto gefahren und wurde so schwer verletzt, dass er drei Monate mit zahlreichen Brüchen im Krankenhaus lag. Erst mühsam lernte er wieder zu gehen, vor allem durch ein Schwimmtraining. Seitdem startet Dementew hauptsächlich bei Rennen im Paracycling. 2014 und 2015 wurde er Weltmeister im Einzelzeitfahren (C5).
2012 errang Jehor Dementew bei den Paralympics in London zwei Goldmedaillen, im Einzelzeitfahren sowie im Straßenrennen. Vier Jahre später, bei den Spielen in Rio de Janeiro, gewann er mit neuer Weltrekordzeit (4:24,057 min) die Einerverfolgung über 4000 Meter auf der Bahn, ebenso das Einzelzeitfahren auf der Straße. Im Straßenrennen wurde er nach einer Kollision mit dem australischen Fahrer Alistair Donohoe disqualifiziert.

## Erfolge

### Straße
2009
- Ukrainischer Meister – Straßenrennen (U23)

2010
- Ukrainischer Meister – Kriterium

### Paracycling (Bahn)
2011
- UCI-Paracycling-Bahnweltmeisterschaften – Einerverfolgung (C5)

2014
- UCI-Paracycling-Bahnweltmeisterschaften – Einerverfolgung (C5)

2015
- UCI-Paracycling-Bahnweltmeisterschaften – Einzelzeitfahren (C5)

2016
- Paralympics – Einerverfolgung (C5)
- Paralympics – 1000-Meter-Zeitfahren (C5)

2023
- Weltmeister – Omnium
- Weltmeisterschaft – Scratch (C5)

2024
- Sommer-Paralympics – Verfolgung

### Paracycling (Straße)
2012
- Paralympics – Einzelzeitfahren (Klasse C5)
- Paralympics – Straßenrennen (Klasse C4-5)

2014
- UCI-Paracycling-Straßenweltmeisterschaften – Einzelzeitfahren (C5)

2015
- UCI-Paracycling-Straßenweltmeisterschaften – Einzelzeitfahren (C5)

2017
- Minsk Cup
- Weltmeisterschaft – Einzelzeitfahren (C5)

2018
- Weltmeisterschaft – Straßenrennen (C5)
- Weltmeisterschaft – Einzelzeitfahren (C5)
- eine Etappe Tour of Szeklerland

2019
- UCI-Paracycling-Straßenweltmeisterschaften – Zeitfahren